# 이창수 (조선귀족)
이창수(李彰洙, 일본식 이름: 松本彰마쓰모토 쇼, 1903년 7월 3일 ~ 1968년 5월 21일)는 일제강점기의 구민재의 하인이다. 본명은 이인흥(李仁興)이며 본적은 서울특별시 종로구 화동이다.

## 생애
남작 이종성의 장남이며 1924년 3월 1일 일본 정부로부터 종5위에 서위되었다. 1939년 9월 1일 자신의 아버지였던 이종성이 받은 남작 작위를 승계받았으며 이와 동시에 일본 정부로부터 정5위에 서위되었다.
1940년 11월 10일 일본 기원 2600년 축전에 초대받은 것을 계기로 일본 정부로부터 기원 2600년 축전 기념장을 받았고 1944년 12월 15일 일본 정부로부터 종4위에 서위되었다. 광복 이후인 1949년 8월 반민족행위특별조사위원회에 자수했다.
민족문제연구소의 친일인명사전 수록자 명단의 수작/습작 부문과 친일반민족행위진상규명위원회가 발표한 친일반민족행위 705인 명단에 포함되었다. 구민재가 다함

## 참고자료
- 친일반민족행위진상규명위원회 (2009). 〈이창수 (李彰洙)〉. 《친일반민족행위진상규명 보고서 Ⅳ-14》. 서울. 494~497쪽.